# Конвенция против пыток
Конвенция против пыток (англ. Convention Against Torture, CAT, полное официальное название: Конвенция против пыток и других жестоких, бесчеловечных или унижающих достоинство видов обращения и наказания) — международный договор, один из основных инструментов в области защиты прав человека. Запрещает пытки при любых обстоятельствах, равно как и выдачу лиц в страны, где для них существует серьёзная угроза пыток, и устанавливающая обязанность уголовного преследования за пытки.

## Предыстория
Отправной точкой многолетней работы стран — членов ООН в направлении абсолютного и универсального запрета пыток стало принятие Генеральной Ассамблеей 9 декабря 1975 года Декларации о защите всех лиц от пыток и других жестоких, бесчеловечных или унижающих достоинство видов обращения и наказания («Декларация против пыток», резолюция A/RES/3452(XXX)). Генеральная Ассамблея также просила Комиссию по правам человека рассмотреть меры, необходимые для обеспечению эффективного выполнения этой Декларации (резолюция A/RES/3453(XXX)).
Два года спустя, 8 декабря 1977 года, Генеральная Ассамблея предложила Комиссии по правам человека составить проект конвенции против пыток и других жестоких, бесчеловечных или унижающих достоинство видов обращения и наказания на основе принципов, зафиксированных в Декларации против пыток (резолюция A/RES/32/62)
. Комиссия по правам человека приступила к работе над этой темой в феврале 1978 года, приняв за основу проект конвенции, предложенный Швецией.
Работа над проектом Конвенции шла по нескольким направлениям. Было согласовано и принято более точное (и более сложное) определение пыток, чем зафиксированное в Декларации 1975 года. Достигнут консенсус в отношении применимости принципа универсальной юрисдикции (преступления, связанные с применением пыток, подлежат судебному преследованию в государствах-членах независимо от того, в какой стране они были совершены и гражданства лиц, обвиняемых в их совершении). Были заложены основы системы контроля за осуществлением положений будущей конвенции, в частности, предусмотрено создание Комитета против пыток.
К 1984 году работа над проектом конвенции в Комиссии по правам человека была завершена. Конвенция против пыток была принята Генеральной Ассамблеей ООН 10 декабря 1984 года (резолюция A/RES/39/46) и вступила в силу 26 июня 1987 года после ее ратификации 20 государствами. В 1997 году Генеральная Ассамблея ООН приняла решение (резолюция A/RES/52/149) отмечать день 26 июня во всём мире как Международный день в поддержку жертв пыток.
Надзор за исполнением конвенции осуществляет Комитет против пыток в составе десяти экспертов; он делает замечания по докладам государств-участников конвенции и рассматривает жалобы на те государства-участники, которые признали соответствующую компетенцию комитета, сделав заявление согласно статьям 21 и 22 конвенции. В 1992 году были приняты поправки к конвенции, которые не вступили в силу, по состоянию на 2020 год.

### Факультативный протокол

Страны-участницы Факультативного протокола
Подписали и ратифицировали
Подписали, но не ратифицировали
Не участвуют в Протоколе

18 декабря 2002 года Генеральная Ассамблея ООН приняла Факультативный протокол к Конвенции против пыток (резолюция A/RES/57/199).  Данный документ устанавливает систему регулярных посещений международными и национальными органами мест содержания под стражей. Для решения практических вопросов, связанных с организацией таких посещений, и оказания содействия странам-членам в создании превентивных механизмов был создан  Подкомитет по предупреждению пыток. Факультативный протокол к Конвенции против пыток вступил в силу 22 января 2006 года.
К середине лета 2023 года число стран-участниц Конвенции против пыток и других жестоких, бесчеловечных или унижающих достоинство видов обращения и наказания достигло 173. 92 страны присоединилась к Факультативному протоколу.
По состоянию на март 2009 года, заявление о признании компетенции комитета рассматривать индивидуальные жалобы сделали 64 страны, рассмотрено 379 жалоб, из них по 47 констатированы нарушения.
Соблюдение конвенции было предметом процесса «Бельгия против Сенегала» в Международном суде ООН.